# Leptoconops interruptus
Leptoconops interruptus är en tvåvingeart som först beskrevs av Günther Enderlein 1908.  Leptoconops interruptus ingår i släktet Leptoconops och familjen svidknott.
Artens utbredningsområde är Namibia. Inga underarter finns listade i Catalogue of Life.